# Malöleden
Malöleden är en allmän färjeled i Bohuslän över Malö strömmar, mellan öarna Malö och Orust, Fröjdendals färjeläge. Leden är 230 meter lång, och överfartstiden är tre minuter. Färjan tar Länsväg O 751 över sundet. Malöleden är en av Trafikverket Färjerederiets tolv färjeleder i Västra Götalands län.
Leden trafikeras av linfärjan Kornelia, byggd 1986 av Åsiverken i Åmål. Färjan tar 24 personbilar.
Leden har tidigare trafikerats bland andra av den lindragna M/S Maj.